# Fernando Usero
Pour les articles homonymes, voir Usero.
Fernando Usero est un footballeur espagnol, né le 27 mars 1984 à Brazatortas. Il évolue au poste de milieu de terrain au sein du club grec d'Atromitos FC.
Formé au Málaga CF, il évolue notamment au Polideportivo Ejido, à l'Elche CF, au Córdoba CF puis dans le club grec du PAE Asteras Tripolis.

## Biographie
Fernando Usero fait ses débuts au centre de formation du Málaga CF. Après un bref passage à l'Atlético Madrid B, il revient dans son club formateur où il évolue le plus souvent en équipe B. Il fait ses débuts avec le Málaga CF, le 9 janvier 2005 face au Racing de Santander.
Il rejoint ensuite les rangs du Polideportivo Ejido en deuxième division puis, après la relégation de son club en 2008, il signe à l'Elche CF, un autre club de seconde division. Après une saison 2010-2011 avec le Córdoba CF, il rejoint le championnat grec et s'engage avec le PAE Asteras Tripolis.
Il s'engage en juin 2015 avec l'Atromitos FC.